# Молодовское сельское поселение (Орловская область)
Молодовское се́льское поселе́ние — муниципальное образование в Шаблыкинском районе Орловской области Российской Федерации.
Административный центр — село Молодовое.

## История
Указом Петра I от 27 декабря 1696 (6 января 1697) года село «Молодовское городище с деревнями, крестьян и бобылей 57 дворов со всеми же угодьи» было пожаловано генерал-комиссару Ф. А. Головину «за службу в поход под Азовом».
Современные статус и границы сельского поселения установлены Законом Орловской области от 12 августа 2004 года № 419-ОЗ «О статусе, границах и административных центрах муниципальных образований на территории Шаблыкинского района Орловской области».

## Население
| 2010 | 2012 | 2013 | 2014 | 2015 | 2016 | 2017 |
| ---- | ---- | ---- | ---- | ---- | ---- | ---- |
| 554  | ↘544 | ↘535 | ↘522 | ↘507 | ↗512 | ↗513 |
| 2018 | 2019 | 2020 | 2021 | 2023 |      |      |
| ↘505 | →505 | ↘495 | ↗508 | ↘501 |      |      |

## Состав сельского поселения
| № | Населённый пункт | Тип населённого пункта       | Население |
| - | ---------------- | ---------------------------- | --------- |
| 1 | Белоусовка       | деревня                      | 7         |
| 2 | Воронцово        | село                         | ↘69       |
| 3 | Жулино           | деревня                      | 1         |
| 4 | Костеевка        | деревня                      | 0         |
| 5 | Молодовое        | село, административный центр | ↗465      |
| 6 | Ржавец           | посёлок                      | 7         |
| 7 | Садовый          | посёлок                      | 0         |
| 8 | Софиевка         | деревня                      | 1         |
| 9 | Ячное            | село                         | 1         |